# Blažej Vaščák
Blažej Vaščák (ur. 21 listopada 1983 w Krompachach) – słowacki piłkarz występujący na pozycji pomocnika.